# メディアコープ
メディアコープ（Mediacorp Pte Ltd、中国語：新傳媒私人有限公司）は、シンガポールのメディア企業である。主に、テレビ、ラジオ、新聞、映画制作が中心である。
1963年に設立。1976年にはカラー放送が開始。1990年にはステレオ放送がスタートし、1994年に完全民営化された。
Toggle というビデオ・オンデマンドサービスを実施している。各テレビチャンネルのライブ視聴やドラマ、ニュースなど過去の番組を視聴できる。ただし、ライブ視聴やメディアコープが著作権を持たない外部制作の番組はシンガポール外からは利用不可である。

## 歴史

### 1936〜1965年：独立前の時代
メディアコープの起源は、1936年6月1日に英国国王からラジオネットワークとして放送ライセンスを授与された英領マラヤ放送公社にまでさかのぼることができる。1年後の1937年、同社はカルデコットヒルにスタジオと送信機を正式に開設した。この会社は、1940年に英国情報局の一部として海峡植民地政府に買収された。当時はBBCの現地カウンターパートであるMalaya Broadcasting Corporation（マライア放送協会）として知られていました。ラジオのニュースと情報、そして地元の娯楽は、英語で（そして後に北京語とマレー語で）その局で放映されました。1958年にクアラルンプールに移ったラジオマラヤ放送局に基づいて、ラジオシンガポールはシンガポールのラジオサービスとして1年を引き継ぎ、それぞれ英語のステーションに編成された。
シンガポールが1959年6月3日に自治の地位に達した直後に、テレビの送信権を取得する計画がありました。これは、1961年4月4日にテレビシンガポールが設立されたことを表している。
テレビシンガプラは、1963年2月15日の夜の最初の公式パイロット放送に先立ち、1963年1月21日から2月15日までチャンネル5でテスト放送を放送した。S・ラジャラトナム文化大臣はシンガポールのテレビに初めて出演し、次のように発表した。「今夜は、私たちの生活における社会的、文化的革命の始まりを示すかもしれません」 最初に放映された番組は、ドキュメンタリー『TV Look at Singapore』だった。パイロットサービスは毎晩1時間40分放送する。当時、58人のシンガポール人のうち1人だけがテレビを所有していたと推定されていた。
1963年4月2日、チャンネル5はユソフイシャク大統領によって正式に発足した。サービスは毎晩午後7時15分から午後11時まで拡大され、9月までに放送は午後6時30分に開始するように延長された。当初、チャンネル5はシンガポールの4つの公用語すべてで番組を放送していた。11月23日、チャンネル8は中国語とタミル語で番組を放送するために開始され、チャンネル5はその後英語とマレー語の番組に焦点を当てた。
1964年1月、Television Singapuraはクアラルンプールから新しいTelevisyen Malaysiaの州支部になり、その後、姉妹チャンネル「Television Malaysia（Singapura）」としてブランド名が変更され、Radio Singapuraの放送局はRadio Malaysiaの一部になった。マレーシアの一部であったシンガポールは、他の3つのパートナーであるサバ州、サラワク州、マラヤ州と同様に、独自のラジオネットワークを持っていたが、独自のテレビネットワークを持っている唯一の州だった。州のラジオおよびテレビ放映権は、マレーシア協定の付属書として含まれていた。

## 主な事業

### 放送事業•番組製作事業

#### メディアコープテレビ
- チャンネル5 (英語)総合チャンネル
- チャンネル8 (中国語(北京語))同じ総合チャンネル
- チャンネルU (中国語(北京語))：若い世代に中心としたエンターテイメント専門チャンネル
- ヴァサンタム (タミル語)：総合チャンネル
- スリア (マレー語)：総合チャンネル
- CNA (英語)：独自なアジアの視点でニュース、経済情報、株式情報、ドキュメンタリーなどに提供するニュース専門チャンネル，海外でも視聴可能。
- メディアコープスタジオ
- メディアコープイーグルビジョン

#### メディアコープラジオ
- CNA 938 (英語タイムリーニュースラジオ)
- キャピタル95.8（Capital 958城市频道、中国語ニュース情報ラジオ）
- シンフォニー924（Symphony 92.4、クラシック音楽専門局）
- ラブ972（Love 972最爱调频、クラシック・ポップスラジオ局）

### 印刷媒体事業
- TODAY（新聞紙）
- i周刊（週刊誌、中国語）

### デジタルプラットフォーム事業
- 8ワールドニュースオンライン（8视界新闻网、中国語ニュース配信サービス）
- me watch(オンデマンドとライブストリーミングテレビ)
- me listen(ラジオとポットキャスト)
- CNA.ASIA（CNAチャンネル公式ニュースサイト）
- me rewards（会員サービス）